# 枢木みかん
枢木 みかん（くるるぎ みかん、1991年6月25日 - ）は、日本の元AV女優。AVデビュー当時は、ユニティプロモーション所属。現在は、Excelia Promotion所属。
趣味：読書、料理。特技：体が柔らかい、場を明るくする。

## 略歴
2011年にAVデビュー。
2014年7月、セガのゲーム「龍が如く」のキャラクター出演をかけたセクシー女優人気投票にエントリーするも、「龍が如く0 誓いの場所」への出演権は逃した。
2019年11月に引退。

## 出演作品

### アダルトビデオ
2011年
- 枢木みかん AV Debut 蛇のような長い舌の絡み付くフェラチオとSEX（10月20日、SODクリエイト）
- 素人初写デートびより。05（11月1日、プレステージ） ※「みなみ」名義
- 世界一と世界二のチ●ポに薬漬けされて白目むくまでガン突きFUCK!!!（11月15日、NON）
- 俺の妹がソープで働いている訳がない! Gカップ90cm みかんちゃん（12月8日、SODクリエイト）

2012年
- 小遣いやるから、喉でシャブれや 援●交際イラマチオ（1月5日、NON）他出演:成美雪菜、三浦涼花、小嶋るあ、名波かのん、星川なつ、滝川彩華、石川流花
- スク水H 34（1月20日、クリスタル映像）
- みか 149cm（2月1日、ミニマム）
- 制服女子校生 お貸しします。（2月3日、クリスタル映像）
- 串刺しされた雌豚ファイル VOL.22（2月3日、AFRO FILM）
- おしえご －授業中、罰でイケナイ性教育－（2月7日、BeFree）
- JKチアガール 8（3月2日、クリスタル映像）
- キチクリンカン 104（3月7日、アタッカーズ）
- 萌えキュン AKIBAコス（3月15日、ワンズファクトリー）
- 「ママはどこ?」母親に裏切られたパイパン○学生に膣内射精（3月19日、姦乱者）他出演:小林麻里、辻宮楓
- 小学生の時どうして足の速い男子が好きだったのか最近分かった（3月23日、バルタン）
- 全国女子大生図鑑☆秋田（3月25日、ビッグモーカル）
- 物凄い激顔射!（4月1日、ワンズファクトリー）他出演:長澤あずさ、篠めぐみ、有村千佳、管野しずか、一ノ瀬アメリ、あすか光希、本真ゆり、原望美、杏子ゆう、西山真理、在佳亜矢
- いつのまにかに素人AVデビュー 2（4月3日、MAGIC）
- 初恋少女 みかん（4月6日、h.m.p）
- ロリ専科 透けスク水着ローションマット責め 3人の美乳○学生のパイパンワレメに生中出し（4月6日、グレイズ）他出演:平野あおい、高橋みほ
- 制服失禁レイプ（4月13日、マルクス兄弟）
- デッドエンジェル（4月27日、GIGA）
- 指入れオナニー（5月1日、ワンズファクトリー）他出演:有村千佳、あすか光希、三上香里菜、杏子ゆう、すず香、小西友梨、小滝みい菜、西山真里、大隅恵令奈、松下美香、森井智恵
- パイパンつるまんJK制服少女狩り File.11（5月13日、HERO）
- 妹と兄が初めての王様ゲーム 一転 近親相姦中出しゲーム（5月24日、ROCKET）共演:白石なお、水嶋あい
- 舌長少女嗚咽イラマチオ精子ゴックン強制中出し水責め陵辱拷問近親相姦 鬼畜拷問（6月8日、First Star）
- 児●虐待・未●年レイプ（6月15日、グレイズ）他出演:小林麻里、星川なつ
- SUPER HEROINE アクションウォーズ　リバティーガール（6月22日、GIGA）
- 黒髪女子校生 3（6月25日、ビッグモーカル）他出演:白砂ゆの、小滝みい菜
- いもうとっ!! 〜フタリの関係が変わる瞬間〜（7月13日、HERO）
- すぐに破れるコンドーム×枢木みかん（7月27日、EROTICA）
- もうすぐ卒業だから・・・ 学籍番号011（7月27日、ワンダフル）
- ママ公認 ロリアイドル最終選考オーディション（8月25日、ビッグモーカル）他出演:小滝みい菜、白砂ゆの
- 妹は猥乳で発育中で敏感（8月25日、豊彦企画）
- トカゲの様な長いベロ少女かすみちゃん鬼種付け（9月7日、メガハーツ） ※「峰岸かすみ」名義
- こうして彼女をモノにした。 みさとちゃん（9月14日、S級素人） ※「みさと」名義
- エッチな騎乗位で抜いてあげる（10月2日、TOY☆GIRL）
- お貸しします。 THE BEST 3 8時間（10月19日、クリスタル映像）他8名出演
- 胸チラはいすく〜る（10月25日、アロマ企画）
- 肉棒便器少女 第一巻（10月25日、靖云会） ※「高井奈々」名義
- 痴漢バスに乗り合わせた女子校生4時間 2（11月9日、BAZOOKA）他出演:ありさ、朝倉ことみ、茜梨乃 ほか
- 小悪魔JK 大胆パンチラコレクション 5（11月25日、アロマ企画）他出演:松下ひかり、初美沙希、前田優希、大石美咲、宮地由梨香
- 女子校生監禁レイプ 連続レイプ犯たちの暴行記録 被害者6名（12月14日、BAZOOKA）他出演:藤原ひとみ、小桜りく、長谷川しずく、茜梨乃、朝倉ことみ
- 強制連続抜き地獄 キン○マ袋、カラッカラになるまで抜いてあげる G-18Ver. 枢木みかん（12月25日、アロマ企画）
- 突然パンチラで挑発されてこっそりシゴいちゃった僕。 その7（12月25日、アロマ企画）他出演:さとう遥希、立花くるみ、希咲あや、野々宮める

2013年
- ディルドにまたがる女子校生 DX（1月19日、アロマ企画）他出演:百瀬乃々花、篠原杏、夏目優希、若菜すず、宇佐美なな、芹沢つむぎ、春原未来、栗林里莉、松下ひかり
- 黒髪女子大生にオモチャにされる夢のハーレムマンション生活（1月25日、おかず。）共演:宇佐美なな、愛内希、初美沙希
- 舌頂! 超ベロ長フェチシズム（1月25日、アロマ企画）
- エリート国立大生と東京で露出する (7月5日、同人AV組合)
- 可愛い顔してデカ尻!!（9月15日、MARRION）

2014年
- 現役女子大生 巨乳中出し家庭教師 (6月19日、OPPAI)
- 超高級中出し専門ソープ (7月1日、MOODYZ)
- パンチラ女子校生 (7月7日、プレミアム)
- MOODYZ感謝祭2014 南国バコバコランド大乱交!! (9月13日、MOODYZ) 共演:上原亜衣、つぼみ、乙葉ななせ、浜崎真緒、湊莉久、神波多一花、夏目優希、川村まや、篠めぐみ、波多野結衣、佳苗るか 、阿部乃みく、紺野ひかる、桜井あゆ、槇原愛菜
- 中出しされたザーメンをごっくん 大乱交4時間SPECIAL (10月13日、MOODYZ) 共演:佳苗るか、紺野ひかる、佐々木玲奈
- レズ奴隷 VOL.11 壊心快落（かいしんかいらく） 崩れ落ちるインテリで傲慢な女社長の威厳 (10月23日、ディープス) 共演:神波多一花、百合川さら
- りんかん倶楽部・前編 (12月26日、ZIZ) 共演:大槻ひびき、蓮実クレア、湊莉久

2015年
- パパとママには言えないお嬢様の秘密の遊び(ハート) 現役女子大生 混浴温泉セックスぶらり旅 学生生活の最後は大事に育てられた大きな胸で誘惑した見知らぬ男性客と生ハメ中出し大乱交の思い出作り(ハート) (1月8日、SODクリエイト) 共演:清水理紗、井上瞳、青葉優香
- レズビアンチャットルーム 電脳猥褻百合性交 (1月13日、U&K) 共演:川菜美鈴
- 原作・中華なると ヤク漬け悦楽コミック実写化!! 女捜査官 調教連鎖 人気女優豪華共演!!淫猥な罠に堕ちる3人の美女たち!! (1月25日、マドンナ) 共演:本田莉子、春原未来
- 女刑事という名の淫媚なる秘肉 ULTRA BURNING ISOGINCHAKU 秘話其之一 媚薬精製組織の残酷オンナ崩し (2月1日、Baby Entertainment)
- 女教師のヘビ舌に濡れるレズKissオーガズム (3月1日、V) 共演:春原未来
- 初アナル解禁!～若妻の処女アナルをガッポリ拡げて理不尽な2穴ファック～ (5月1日、V)
- 心は傷んでもアソコは待っている… 官能的痴漢行為 2 ～自分のスケベさに痴漢で気づいた妻～ (6月25日、ながえSTYLE)
- セレブ公開調教 (12月3日、グローリークエスト)

2016年
- 憧れの女子社員寮住み込み管理人に雇われた。俺を男として意識しない女子達に平気でパンチラ胸チラ見せつけられて、エエ歳こいてフル勃起。そんな俺のチ○ポに興味津々で「まだヤレルやん、おっちゃんマ○コ濡らして待ってんで!」 (1月21日、SWITCH) 共演: 早川瑞希、西村ニーナ、仁奈るあ
- エロすぎる 日本昔ばなし1 (2月7日、桃太郎映像出版) 他出演:水野朝陽、香月星七、白川まお
- へび舌エロBODYべろキス中毒 (2月19日、クリスタル映像)
- 私のペニスをもっと愛して (5月7日、MEGAMI)
- 犯してみた ～アタマがおかしくなるまでイカされた男たち～ (5月19日、M男パラダイス)
- 蛇舌なめ狂い濃密レズ交尾 (6月13日、U&K) 共演:大場ゆい
- ドM巨乳女林間全裸廃棄（8月4日、グローリークエスト） 共演: 綾瀬みなみ、葉月美音、深美せりな
- 高身長×美脚 ムチムチタイトスカート女教師 (8月12日、ケイ・エム・プロデュース/BAZOOKA) 他出演:神波多一花、日高結愛、月島ななこ
- ぐいなま!ビアホールの天使･悩殺ハイレグ水着galと本生中出しパラダイス 4時間 PART 2 (8月26日、ケイ・エム・プロデュース/BAZOOKA) 他出演:日向あかり、真木今日子、保志美あすか、月島ななこ
- 気に入ったアナルにいきなりフィスト～Woman for M～ (9月25日、M男パラダイス)
- 再婚した妻の連れ娘が全員ボイン！2「お父さん◇娘に勃起してどういう気？」と言いながらもパンティ濡らして元気チ○ポを歓迎してくれた娘達とのバラ色生活始まりました (10月6日、SWITCH) 他出演:尾上若葉、羽生ありさ
- 彼女のペットになりたい男 (10月7日、AMEDIA/妄想族)
- ちんシャブ大好き女 (10月14日、ケイ・エム・プロデュース/REAL)
- 色気むんむんロケット爆乳ママ 受精OKの欲求不満ケダモノ不倫奥様!  (10月25日、かつお物産/妄想族) ※「櫻木ひびき」名義
- 澁谷果歩やれんのか!?やってやる!! 全裸オイルキャットファイト8 FINAL 最強美女を決定する2016冬の陣！シリーズ最初で最後けじめの総当たりリーグ戦!!（12月8日、ROCKET）共演:澁谷果歩、西条沙羅、久我かのん

2017年
- ママ友たちと温泉旅行「子供なんだから一緒に入ればいいでしょ! 」混浴したら湯船は大人のボインだらけでチ〇コ勃っちゃった! 「ママには黙っててあげるから」元気な子供チ○ポに興奮した奥さんたちは寄ってたかってもてあそんでくれました。 (2月2日、SWITCH) 共演:彩奈リナ、尾上若葉、真木今日子、蓮実クレア
- 残念ながらご主人…奥様でしたら今頃…若い男達とガンガンにセックスしてらっしゃいます… (2月23日、タカラ映像)
- 「お願いここでして!」 田舎暮らしの人妻は家に居る旦那にバレないように玄関先や野外でドキドキSEXに燃え上がる（3月2日、SWITCH）他出演:蓮実クレア、尾上若葉
- 極フェラごっくん天国 (3月10日、ケイ・エム・プロデュース/REAL)
- 手を使わないWフェラ 新バトル フェラチオアームレスリング フェラ上手な女優8人が腕相撲の形で1本のチ○ポを奪い合う真剣トーナメント!! (5月18日、ROCKET) 共演:加藤あやの、春川せせら、成澤ひなみ、加納綾子、しほのちさ、横山凛、川越ゆい
- おしゃぶり×舐め尽くし Wフェラチオハーレム (6月19日、MOODYZ) 共演:本田岬
- ヤリすぎかのじょ。君と過ごすとき僕はだいたい君の前でチ○ポ出している。手をつなぎたいのに、君は僕のチ○ポ握って離さない…僕はフツーの彼女が欲しかったのに (6月23日、ケイ・エム・プロデュース/REAL)
- マゾエステ 『枢木みかん』の特別なM性感施術 (7月7日、MEGAMI)
- HYPER FETISH ハイレグいやらしクィーン (8月25日、デジタルアーク)
- 乳首びんびん爆乳マラ吸い奥様 飲精中毒バキュームピンサロ嬢  (8月25日、かつお物産/妄想族) ※「櫻木ひびき」名義
- ちんシャブ大好き女スペシャル (9月1日、ケイ・エム・プロデュース/REAL) 共演:神納花、桜庭うれあ ※「AV OPEN 2017」フェチ部門 エントリー作品
- 浪人生の僕は父の弟である叔父夫婦の家に居候して肩身の狭い思いをしていたが、多忙な叔父のせいで欲求不満の叔母は僕がAVマニアだと知ると部屋にやって来て「スケベなの見せてよ」となんとAV鑑賞!マ○コをびっちょり濡らして僕に飛び乗って来たから連続中出ししてやった。 (9月7日、VENUS)
- 喉奥属性シャブリスト004 (11月3日、ワープエンタテインメント)
- うまなみの兄にめろめろにされた弟嫁 (11月9日、タカラ映像/第一放送)
- とろけちゃったら戻らない (12月8日、バルタン) 共演:成宮いろは
- ウルトラM性感研究所 クラブ・ザ・サッキュバス エロチカドールズ最狂快楽処刑宴 強烈なメスイキ繰り返し何度も射精する男たち（12月25日、AVS Collector's）共演:黒木いくみ、北川エリカ、滝川ジュリア

2018年
- 縄狂いの女 (1月18日、グローリークエスト)
- Gカップロケット乳!ノーブラミニスカ奥様 ビックンビックン痙攣が止まらない敏感な身体に生中出し快楽SEX! (1月19日、美人魔女/エマニエル)
- 部長の奥さんがエロすぎて… (1月19日、VENUS)
- 熱狂女神拷問哀歌-残酷処刑台のアマゾネス咆哮絶頂- EPISODE-02:快楽魔術師の女 残虐悩乱地獄イキ (2月19日、BabyEntertainment)
- 男の新ドライオーガズム 夢のM性感痴女『枢木みかん』編 初公開!撮り下ろし映像収録スペシャルエディション (4月13日、M男パラダイス)
- 禁断介護 (5月3日、グローリークエスト)
- はだかの奥様 (5月19日、KSB企画/エマニエル)
- 乳首ビンビン義母 (6月1日、ワンズファクトリー)
- 最高にそそる、エロくてデカイ乳輪レズビアン～コンプレックスが魅力に変わる時～ (6月1日、U&K) 共演:浜崎真緒
- ザーメン大好きフェラ痴女天国!超おしゃぶリスト大集合スペシャル! (6月7日、SODクリエイト) 共演:神納花、希咲あや
- 粘ピス義母痴漢 夫の連れ子に粘着質なスローピストンで深突きされて声を出せずに完堕ちした私 (6月7日、VENUS)
- 訪問先でおもちゃの実演販売をするトップセールスレディ (7月1日、プラネットプラス)
- 無制限にイキ続く!じゅるズボ舐め合いクンニ逆3P伝説 (7月13日、MOODYZ) 共演:杏璃さや
- 同窓会で会った初恋の女は人妻になっていた 6 夫に欲求不満の彼女は僕の勃起チ○コをテーブルの下で握りしめて放さない。みんなの目を盗んで店内でヤッちゃった! (7月26日、SWITCH) 共演:紗々原ゆり、今井ゆあ、黒木いくみ
- 母のおっぱいをわっしわし揉みながら中出しする近親相姦 (8月7日、VENUS)
- AV撮影現場で時間停止!素人男性に知らない間に射精されていたAV女優10人 (9月6日、SODクリエイト) 他出演:蓮実クレア、森はるら、神納花、枢木あおい、なごみ、西宮このみ、星川凛々花、水谷あおい、希咲あや
- エロすぎる日本昔ばなし8 第14話 加藤あやの「牡丹灯籠 巨乳幽霊に生中出し」第15話 枢木みかん「舌切りベロちゅう雀」第16話 浜崎真緒「ぶんぶく潮釜」(9月7日、桃太郎映像出版) 共演:加藤あやの、浜崎真緒
- ノーパン女教師レズバトル (10月1日、U&K) 共演:百合川さら
- 地元で有名なヤリマン巨乳Hなお姉さん 肉欲野外温泉10発中出し (10月19日、クリスタル映像/テクノブレイク)
- 大好きな叔母さんと狭い風呂で二人きり! 2 久しぶりに会った叔母さんにドキドキが止まらない…そんな僕が単なる人妻好きのヤリチン野郎だと知らずにいまだに子供扱い…ムリヤリお風呂に乱入してくるもんだからおっぱいやお尻が当たって僕のムスコはギンギンに…。(10月19日、VENUS)
- パンスト美脚厨 (10月20日、MEGAMI)
- アナコンダソープ その快感史上最高 蛇舌に悶絶 病みつき最強風俗! (11月7日、桃太郎映像出版)
- 寝取らせ…ロケットおっぱいの気が強い巨乳妻が脅しに屈しイキ果てる (11月23日、クリスタル映像/テクノブレイク)
- フェラチオの天才 001 (12月13日、MOODYZ)

2019年
- 社員を誘惑する乳首ビンビンデカ尻上司はやっぱり淫乱なドスケベ痴女 (2月8日、WEEKENDER)
- ネトラレーゼ 安心しないで下さい…出張先からも見れてます… (2月14日、タカラ映像)
- 乳首とチ○ポ舐めしゃぶりっ!射精ったら交代！ねっちょり搾り取り追撃ド痴女ハーレム! (4月1日、MOODYZ) 共演:三原ほのか
- 「あっ!ナマで入っちゃった!」オイル素股でマ○コにチ○ポを擦りつけてたら気持ち良すぎてヌルッと…中出しSEXまでヤッちゃったデリヘル嬢たち7 (6月20日、グローリークエスト) 他出演:春菜はな、小早川怜子、水川かえで、長谷川舞
- 枢木みかんBEST (7月7日、桃太郎映像出版)  ※単体ベスト
- ニュースタイルレズ オトコノ娘って呼ばないで～ハッテントジョウXXX～  (11月13日、U&K) 共演:佐野千秋
- 小便ヘビ舌責めM男調教 (11月25日、OPERA)
- ちんシャブ大好き女引退枢木みかん 業界No.1フェラチオ見納めスペシャル (12月13日、REAL)
- 狂気拷問研究所 ALIVE 新たなる伝説の始まり (12月25日、AVS Collector's)

2020年
- 本番中出しOK!乳首責め特化型ニューピンサロ (1月1日、ワンズファクトリー)
- 2月3日は鬼退治の日!厨二病の俺が自慢のデカチン金棒で鬼ギャル退治をしてみた結果…。 (2月7日、桃太郎映像出版)
- 媚薬BDSM 輪姦・ぶっかけ・快感地獄の虜 (2月13日、AVS Collector's)

### イメージビデオ
- 美少女奇跡 〜19歳・ロリドル・マジ逝き〜（2012年10月19日、ハレルヤ） ※「諸星彩音」名義